# Alexandru Kirițescu
Alexandru Kirițescu (n. 28 martie 1888, Pitești – d. 9 aprilie 1961, București) a fost un scriitor român interbelic care face parte din aceeași generație cu Victor Eftimiu și Mihail Sorbul. A fost frate cu scriitorul de spectacole de revistă Nicolae Kirițescu.

## Biografie
S-a născut pe 28 martie 1888 la Pitești în familia unui funcționar ceferist. A început școala primară la Pitești, continuând la Alexandria și terminând liceul Gh. Lazăr din București. Va urma cursurile Universității din București, fiind student la Litere și Filosofie. Ca student al Facultății de Litere, cu sprijinul profesorului de franceză a fost angajat întâi în calitate de copiator de roluri. După terminare obține un post de inspector pe lângă Teatrul Național din București. Debutul său în dramaturgie se produce rapid când autorul avea numai 22 de ani cu piesa Învinșii. Despre această piesă Tudor Arghezi spunea că este o ironie deoarece autorul și-a început cariera cu o piesă cu un nume de învins, apreciind piesa ca "originală, dar lipsită de originalitate". Deși nu va atinge gloria fratelui sau în materie de texte de revista Al. Kirițescu a scris multi ani pentru compania Durstoikir (Durma-Stoicovici-Kiretescu).
Scriitor multilateral, Kirițescu atacă problematica vieții sociale contemporane lui în "trilogia burgheză":
Cea mai importantă piesă a sa a fost Gaițele. În anii celui de-al Doilea Război Mondial a scris Dictatorul.
După 1945 a făcut parte din colectivul de lectură al Teatrului National din București. A fost o muncă plină de responsabilitate, deoarece montările ce s-au făcut au trebuit să țină cont atât de faptul că Teatrului Național din București a fost grav avariat în august 1944 în urma bombardamentelor, precum și de dorința autorităților de a monta doar operele unor anumiți autori, apreciați de regimul comunist. Ca membru al comitetului de lectură a fost până în anul 1949. A fost președintele Societății Autorilor Dramatici, membru al comitetului de redacție de la noua serie a revistei Rampa din 1947, unde se face prezent cu foiletoane și note polemice. În paginile săptămânalului, Alexandru Kirițescu a militat pentru înnoirea teatrului românesc, pentru o nouă organizare a acestuia. Îndemnul său era pentru un teatru constructiv, optimist cu piese care corespund problemelor contemporane.  Ultima sa creație de mari dimensiuni a fost Ruxandra și Timotei (1957), un poem istoric în versuri, care are la bază povestirea Dragostea Ruxandrei și a lui Timotei, publicată de V.A. Urechia în Universul Literar al lui Luigi Cazzavillan. 
Ultimii ani ai vieții a trăit în imobilul de pe strada Jean Louis Calderon (fostă Al. Sahia) la nr. 40 din București.
Alexandru Kirițescu s-a stins din viață la 9 aprilie 1961.

## Distincții
- Ordinul Muncii clasa a II-a (21 august 1954) „pentru merite deosebite pe tărîmul construcției de stat, economice, sociale și culturale, cu ocazia celei de a zecea aniversări a eliberării patriei noastre”[4]

## Opera dramatică
- Învinșii  (1910)
- Trilogie Burgheză
  - Marcel și Marcel  (1923)
  - Florentina  (1925)
  - Gaițele  (1932) (apărută inițial sub denumirea Cuibul de viespi, 1929)
- Borgia (1936), prima parte a trilogiei Renașterii
- Dictatorul (1945)[5]
- Michelangelo Buonaroti

## Traduceri
- Dmitri Furmanov, Răzvrătirea, București, 1952 (în colaborare cu Andrei Ivanovschi)
- N.Gogol, Jucătorii de cărți, București, 1952 (în colaborare cu Ada Petrari), Opere, IV, București, 1957 (în colaborare cu Ada Steinberg)
- Aleksei Tolstoi, Ivan cel Groaznic, introducere de Horia Deleanu, București, 1952 (în colaborare cu Andrei Ivanovschi)
- Lev Tolstoi, Teatru, București, 1953 (în colaborare cu Ada Petrari și Tamara Gane), Roadele învățăturii, București, 1954 (în colaborare cu Ada Steinberg)
- Leonid Leonov, Invazia, București, 1953 (în colaborare cu Ada Steinberg)
- St. Zlobin, Stepan Razin, prefață de Eugen Schileru, București, 1954 (în colaborare cu Andrei Ivanovschi)
- Kiss Lászlo, Kovacs Laszlo, Furtună în munți, București, 1954 (în colaborare)
- A.V. Suhovo-Kobîlin, Trilogie, București, 1956 (în colaborare cu Sonia Filip și Tatiana Berindei)
- Georges Soria, Trufia și norul, București, 1957
- Ferenc Lászlo, Vânător de zestre, București, 1957
- Molière, Avarul, în Molière, Opere, IV, București, 1958